# 尉姓
尉姓为中文姓氏之一。尉姓有两个读音：读「魏」 和 读「玉」，代表著不同的起源。

## 起源
- 先秦時，武官「尉」，以官職為姓，如尉繚，相传源于春秋时郑国，以「尉正」最早。

- 由鮮卑族复姓尉迟简化而来。

## 名人
- 尉景
- 尉健行

## 延伸阅读
[在维基数据编辑]
 《欽定古今圖書集成·明倫彙編·氏族典·尉姓部》，出自陈梦雷《古今圖書集成》